# Battaglia del fiume Fei
(Sun-Tzu,L'arte della guerra, IV secolo a.C.))
La battaglia del Fiume Fei fu uno scontro che si svolse nel 383 fra l'immenso esercito il sovrano del regno dei Qin Anteriori (前秦) (351–394), e quello nettamente inferiori degli imperatori cinesi Jìn.
Sullo sfondo della battaglia del Fiume Fei c'è la caduta della Cina per effetto delle continue invasioni e le guerre civili del III e IV secolo. Incapaci di resistere a queste pressioni gli imperatori Jìn si stabilirono a sud del fiume Yangtze, dove continuarono però ad essere sotto la continua minaccia di Fu Jian re del Quinquin.
Dopo aver già espugnato la città di Xiangyang, Fu Jian decise di chiudere la partita radunando un enorme esercito per distruggere definitivamente i Jìn, che a loro volta radunarono tutti i guerrieri disponibili.
I due eserciti si scontrarono presso il fiume Fei; gli Jìn, inferiori numericamente in rapporto di 1:10, non avevano alcuna possibilità di vincere.
Sembra che gli Jin, pur sapendo di non poter vincere, inviarono un ambasciatore al comandante nemico Fu Rong proponendogli di ingaggiare battaglia solo dopo aver fatto indietreggiare il proprio esercito per concedere loro di attraversare il fiume indisturbati.
Fu Rong riteneva di non poter perdere a causa della propria soverchiante superiorità numerica, e pensò che una volta attraversato il fiume gli Jìn non avrebbero avuto alcuna via di scampo, così accettò.
Tuttavia indietreggiando le truppe di Rong ritennero di essere state sconfitte e si dettero alla fuga, travolgendo il loro stesso comandante.
Questo resoconto insolito che ci danno le fonti può essere ritenuto più o meno attendibile, tuttavia si sa per certo che il regno di Fu Jian crollò poco dopo, mentre gli Jìn continuarono il proprio dominio.